# 迪赫蒂內茨河
迪赫蒂内茨河（烏克蘭語：Дихтинець）是烏克蘭西南部的河流，屬於普季爾卡河的左支流。該河發源自赫羅比謝西部，流經切爾尼夫齊州的維日尼察區，河道全長13公里，流域面積47.4平方公里。